# Romolo Valli
Romolo Valli (Reggio Emilia, 7 febbraio 1925 – Roma, 1º febbraio 1980) è stato un attore italiano.
Ha vinto tre Nastri d'argento come migliore attore non protagonista.

## Biografia

Romolo Valli presentatore televisivo nel 1960, in Noi come siamo

Laureatosi in giurisprudenza a Parma nel 1949, più per compiacere il padre che per il desiderio di fare l'avvocato, ancora in giovane età rivelò una predilezione per tutto ciò che era spettacolo: spettacoli di rivista, letture sceniche, critiche teatrali e cinematografiche, organizzazione di circoli del cinema, regia di commedie. Già all'età di 18 anni, nel dicembre 1943, con il nome di Mimmolo Valli (Mimmolo era il modo in cui veniva appellato dai suoi cari), esordiva a Campagnola Emilia con lo spettacolo Follie di dicembre assieme a una ballerina quattordicenne che pochi anni dopo diverrà Delia Scala.

### Attività teatrale
Dal 1949 il teatro diviene la sua principale occupazione: venne aggregato infatti alla compagnia "Il Carro di Tespi" di Fantasio Piccoli, con cui esordì in Miles gloriosus. Valli resterà tre anni in questa compagnia. Dal 1952 si esibisce al Piccolo Teatro di Milano, con Giorgio Strehler che lo dirige in molti lavori, compreso Sei personaggi in cerca d'autore di Pirandello, che rimane uno dei suoi cavalli di battaglia, e con il quale effettuò una tournée in Sudamerica, con notevoli interpretazioni in Giulio Cesare, La giara, L'ingranaggio di Sartre e La moglie ideale.
Il 1954 fu un anno decisivo per lui: insieme a Giorgio De Lullo (che divenne suo compagno di vita oltre che di palcoscenico), Rossella Falk, Elsa Albani e Anna Maria Guarnieri creò la "Compagnia dei Giovani". Pur lasciando il giusto merito al talento registico di Giorgio De Lullo, Valli si rivelò l'anima della Compagnia fino all'anno del suo scioglimento, nel 1972. Anche dopo la fine della Compagnia dei Giovani, Valli, De Lullo, Falk e Albani continuarono a recitare insieme.
Attore sottile e incisivo, si mise alla prova in un numero importante di ruoli, soprattutto quelli del teatro pirandelliano, da lui sempre affrontati con grazia, intelligenza e vigore interpretativo. Fra le tantissime interpretazioni ricordiamo quelle in Lorenzaccio, Il diario di Anna Frank, Sei personaggi in cerca d'autore, Enrico IV, Il malato immaginario, L'amica delle mogli, Così è (se vi pare) e Terra di nessuno, accanto a De Lullo.

### Attività cinematografica

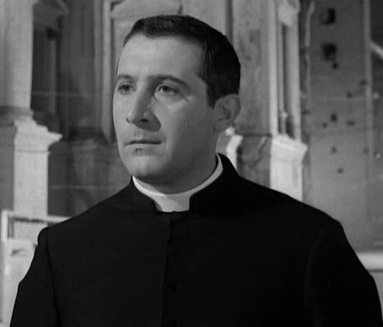
Romolo Valli in La ragazza con la valigia (1961)

Valli ha avuto anche un'importante carriera cinematografica, venendo diretto dai più grandi registi: lo si ricorda in La grande guerra (1959) e Un borghese piccolo piccolo (1977) di Mario Monicelli, La ragazza con la valigia (1961) di Valerio Zurlini, e soprattutto Il Gattopardo (1963) e Morte a Venezia (1971) di Luchino Visconti, Il giardino dei Finzi Contini (1970) di Vittorio De Sica, Giù la testa (1971) di Sergio Leone, dove interpreta il dottor Villega e Novecento (1976) di Bernardo Bertolucci.
Si è aggiudicato per tre volte il Nastro d'argento come miglior attore non protagonista: nel 1963 per Una storia milanese (1962) di Eriprando Visconti, nel 1971 per Il giardino dei Finzi Contini (1970) di Vittorio De Sica e nel 1977 per l'interpretazione del capoufficio Spaziani in Un borghese piccolo piccolo (1977) di Mario Monicelli. Ha lavorato anche come doppiatore. Tra le sue interpretazioni si ricorda il ruolo di voce narrante sia in E venne un uomo di Ermanno Olmi (1965) sia nella versione italiana di Barry Lyndon (1975) di Stanley Kubrick.

### Altre attività
Oltre che per il cinema e il teatro Valli ha lavorato per la radio, nella popolare trasmissione Gran varietà dove interpretò il personaggio del "maleducatore". Uomo di grande cultura, ebbe come fondamentale passione letteraria l'opera di Marcel Proust, Alla ricerca del tempo perduto, ma si ricordano anche le letture delle opere postume di Ennio Flaiano, tra le quali Autobiografia di un Blu di Prussia. È stato, tra il 1971 e il 1978, direttore artistico del Festival dei Due Mondi di Spoleto e, a partire dal 1977, insieme con Giorgio De Lullo e Giuseppe Patroni Griffi il direttore stabile del Teatro Eliseo e del Piccolo Eliseo di Roma.

### Morte
Morì a 54 anni in un incidente stradale sulla via Appia Antica a Roma nella notte del 1º febbraio 1980, al rientro dal Teatro Eliseo dove aveva interpretato Prima del silenzio, atto unico scritto da Giuseppe Patroni Griffi proprio per lo stesso Valli e messo in scena da Giorgio De Lullo. La camera ardente, per l'ultimo saluto, avvenne nel Teatro Eliseo, mentre il funerale, con migliaia di persone presenti tra artisti, politici e gente comune, nella basilica dei Santi XII Apostoli.
È sepolto nel famedio del cimitero Monumentale di Reggio Emilia accanto a Maria Melato. A lui è intitolato il Teatro municipale della stessa città.

## Filmografia parziale

### Cinema
- Policarpo, ufficiale di scrittura, regia di Mario Soldati (1959)
- La grande guerra, regia di Mario Monicelli (1959)
- Jovanka e le altre, regia di Martin Ritt (1960)
- Il carro armato dell'8 settembre, regia di Gianni Puccini (1960)
- I piaceri del sabato notte, regia di Daniele D'Anza (1960)
- La viaccia, regia di Mauro Bolognini (1961)
- Un giorno da leoni, regia di Nanni Loy (1961)
- La ragazza con la valigia, regia di Valerio Zurlini (1961)
- Una storia milanese, regia di Eriprando Visconti (1962)
- Boccaccio '70, episodio Il lavoro, regia di Luchino Visconti (1962)
- Peccati d'estate, regia di Giorgio Bianchi e Gino Brosio (1962)
- I fuorilegge del matrimonio, regia di Valentino Orsini e Paolo e Vittorio Taviani (1963)
- Il Gattopardo, regia di Luchino Visconti (1963)
- La vendetta della signora, regia di Bernhard Wicki (1964)
- La mandragola, regia di Alberto Lattuada (1965)
- I complessi, episodio Guglielmo il dentone, regia di Luigi Filippo D'Amico (1965)
- Non stuzzicate la zanzara, regia di Lina Wertmüller (1967)
- Il marito è mio e l'ammazzo quando mi pare, regia di Pasquale Festa Campanile (1967)
- Barbarella, regia di Roger Vadim (1968)
- La scogliera dei desideri, regia di Joseph Losey (1968)
- Scacco alla regina, regia di Pasquale Festa Campanile (1969)
- Il giardino dei Finzi Contini, regia di Vittorio De Sica (1970)
- Morte a Venezia, regia di Luchino Visconti (1971)
- Giù la testa, regia di Sergio Leone (1971)
- Er più - Storia d'amore e di coltello, regia di Sergio Corbucci (1971)
- Che?, regia di Roman Polański (1972)
- Gruppo di famiglia in un interno, regia di Luchino Visconti (1974)
- Nipoti miei diletti, regia di Franco Rossetti (1974)
- Il testimone deve tacere, regia di Giuseppe Rosati (1974)
- Novecento, regia di Bernardo Bertolucci (1976)
- Holocaust 2000, regia di Alberto De Martino (1977)
- Un borghese piccolo piccolo, regia di Mario Monicelli (1977)
- Un attimo, una vita, regia di Sydney Pollack (1977)
- Chiaro di donna (Clair de femme), regia di Costa-Gavras (1979)

### Televisione
- Spettri, di Henrik Ibsen, regia di Mario Ferrero, trasmessa il 28 ottobre 1954.
- Il mercante di Venezia, di William Shakespeare, regia di Mario Ferrero, trasmessa il 31 luglio 1955.
- Noi come siamo - Dialogo con gli Italiani (inchiesta sull'Italia e sugli Italiani, presentata da Romolo Valli, regia di Virgilio Sabel, argomenti a cura di Pasquale Festa Campanile (1960)
- Sei personaggi in cerca d'autore, regia di Giorgio De Lullo, con Rossella Falk, Elsa Albani, Carlo Giuffré, Ferruccio De Ceresa, Nora Ricci (1965)
- La fiaccola sotto il moggio, di Gabriele D'Annunzio, regia di Giorgio De Lullo, trasmessa il 9 aprile 1965.
- La fiera delle vanità, regia di Anton Giulio Majano (1967)
- Il gioco delle parti, regia di Giorgio De Lullo (1970)
- L'amica delle mogli, con Giulia Lazzarini (1970)
- Così è se vi pare, regia di Giorgio De Lullo, con Rina Morelli e Paolo Stoppa (1974)
- Enrico IV, regia di Giorgio De Lullo, con Gianna Giachetti (1979)

## Doppiaggio
- Bernard Blier in Crimen, Homo Eroticus
- Anthony Quayle in Incompreso
- Rod Steiger in E venne un uomo
- Anthony Sharp in Arancia meccanica
- Voce narrante in Barry Lyndon
- Anthony Franciosa in Senilità
- Alain Cuny in La dolce vita

## Riconoscimenti
- Nastro d'argento
  - 1963 – Migliore attore non protagonista per Una storia milanese
  - 1964 – Candidatura al migliore attore non protagonista per Il Gattopardo
  - 1966 – Candidatura al migliore attore non protagonista per La mandragola
  - 1971 – Migliore attore non protagonista per Il giardino dei Finzi Contini
  - 1972 – Candidatura al migliore attore non protagonista per Morte a Venezia
  - 1977 – Migliore attore non protagonista per Un borghese piccolo piccolo
- Globo d'oro
  - 1963 – Migliore attore per Il Gattopardo

## Radio
- Il giardino dei ciliegi, di Anton Čechov, regia di Enzo Ferrieri, trasmessa il 19 febbraio 1954.
- La calzolaia ammirevole di Federico García Lorca, regia di Guglielmo Morandi, trasmessa il 7 aprile 1957.
- Almerinda, commedia di Midi Mannocci, regia di Gian Domenico Giagni, trasmessa il 14 dicembre 1959.

## Discografia

### Album
- 1980 – Karol Wojtyła - Poesie (RCA, PL 31490, LP) con Giulietta Masina